# Mika Tzur
Mika Tzur (hebräisch מיקה צור; * 10. September 1998 in Givʿat Brenner, Israel) ist eine israelische Schauspielerin.

## Leben und Karriere
Tzur wuchs in Givʿat Brenner auf. Ihr Vater ist der Schauspieler Sharon Tzur. Ihre Eltern ließen sich schon in ihrer Kindheit scheiden. Sie leistete ihren Militärdienst in der Nachal-Einheit.
Ihr Debüt gab sie 2018 in der Fernsehserie Eilat. Anschließend trat sie im selben Jahr in dem Kurzfilm Halayla auf. Außerdem bekam sie 2019 in der Serie Run eine Hauptrolle. Von 2020 bis 2021 spielte Tzur in HaBe'er mit. 2021 wurde sie für die Serie Mekif Milano gecastet. Unter anderem war Tzur 2022 im Musical HaShana HaYafa zu sehen.

## Filmografie
Filme
- 2018: Halayla

Serien
- 2018: Eilat
- 2019: Run
- 2020–2021: HaBe'er
- 2021: Mekif Milano